# Kong: Insula Craniilor
Kong: Insula Craniilor (titlu original: Kong: Skull Island) este un film american din 2017 regizat de Jordan Vogt-Roberts și scris de Dan Gilroy, Max Borenstein și Derek Connolly pe baza unei povestiri de John Gatins. Filmul este un restart al francizei King Kong și este al doilea film din franciza MonsterVerse a celor de la Legendary Entertainment. Rolurile principale au fost interpretate de actorii Tom Hiddleston, Samuel L. Jackson, John Goodman, Brie Larson, Jing Tian, Toby Kebbell, John Ortiz, Corey Hawkins, Jason Mitchell, Shea Whigham, Thomas Mann, Terry Notary și John C. Reilly.

## Prezentare
O echipă de oameni de știință și soldați ai Războiului din Vietnam călătoresc spre o insulă virgină din Pacific unde dau peste o creaturi înfricoșătoare și marele Kong...

## Distribuție
| Actor             | Personaj        |
| ----------------- | --------------- |
| Tom Hiddleston    | James Conrad    |
| Samuel L. Jackson | Preston Packard |
| Brie Larson       | Mason Weaver    |
| John C. Reilly    | Hank Marlow     |
| John Goodman      | Bill Randa      |
| Corey Hawkins     | Houston Brooks  |
| John Ortiz        | Victor Nieves   |
| Jing Tian         | San             |
| Toby Kebbell      | Jack Chapman    |
| Jason Mitchell    | Mills           |
| Shea Whigham      | Cole            |
| Terry Notary      | King Kong       |

## Producție
Filmările au avut loc în perioada 19 octombrie 2015 - 18 martie 2016 în nordul Vietnamului. Cheltuielile de producție s-au ridicat la 185 milioane $.

## Primire
A avut încasări de 537 milioane $.